# Honda Integra
Honda Integra (продається на деяких ринках як Acura Integra) — компактний спортивний автомобіль, що виготовляла японська компанія Honda з  1985 по 2006 рік. Передньопривідний автомобіль з кузовом седан або купе може вмістити п'ять пасажирів.

## Перше покоління (1985-1989)

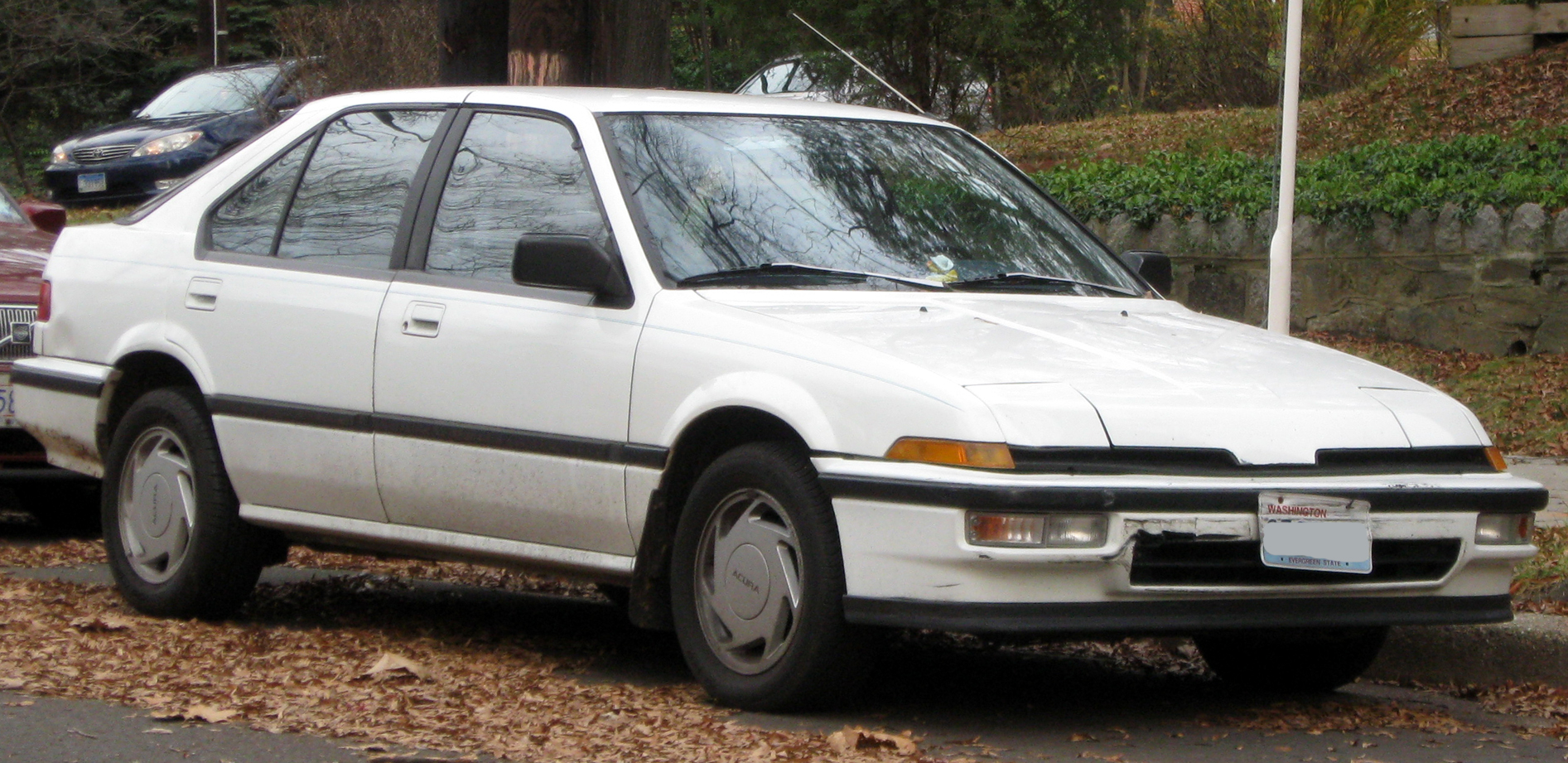
Acura Integra 1 седан

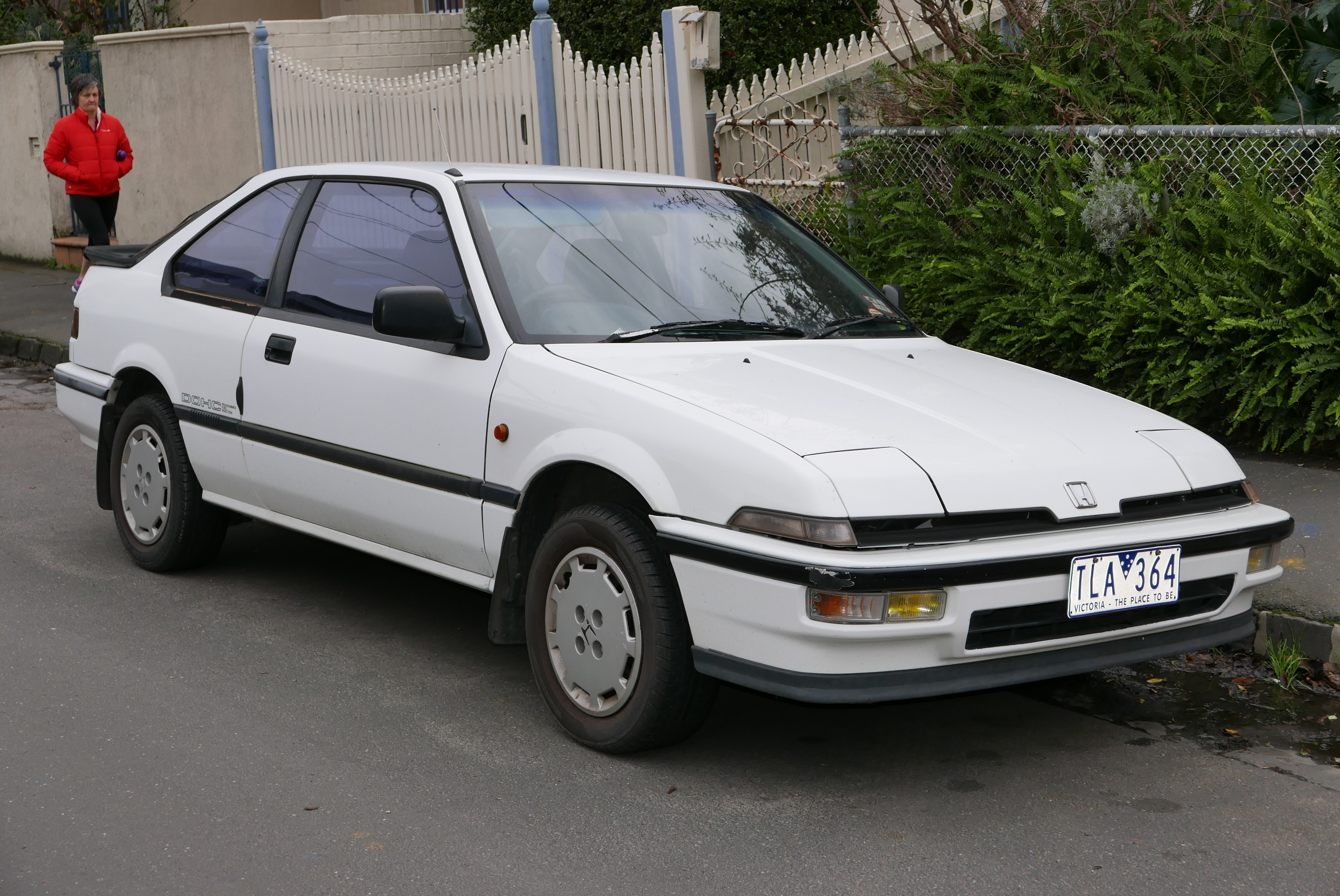
Acura Integra 1 3-дв. ліфтбек

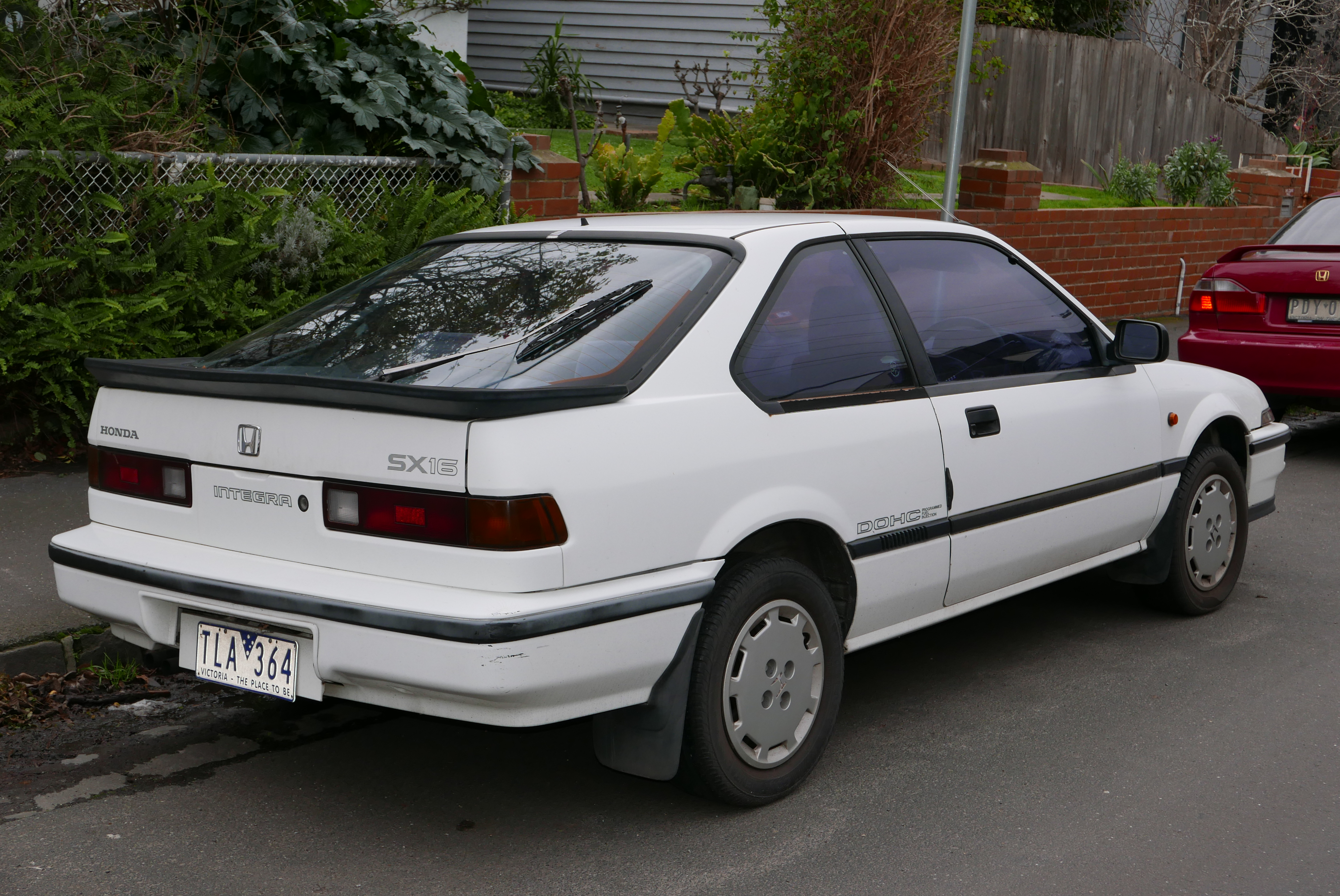
Acura Integra 1 3-дв. ліфтбек

Дебют Honda Integra відбувся в 1985 році.
Перше покоління моделі представлене в Японії в 1985 році під назвою Honda Quint Integra. На інших ринках модель називалась Integra.
У Північній Америці ця модель продавалась під брендом Acura як Acura Integra, а на австралійському ринку модель називалась Rover 416i.
Передньоприводний автомобіль був представлений з кузовами седан та 3- або 5-дверний ліфтбек. Автомобіль збудований на базі Honda Concerto.

### Двигуни
- 1.5 л EW5 I4 (DA2)
- 1.6 л ZC I4 (DA1 і DA3)
- 1.6 л D16A1 I4 (DA1 і DA3)
- 1.5 л D15A1 I4 (DA4)

## Друге покоління (1989-1993)

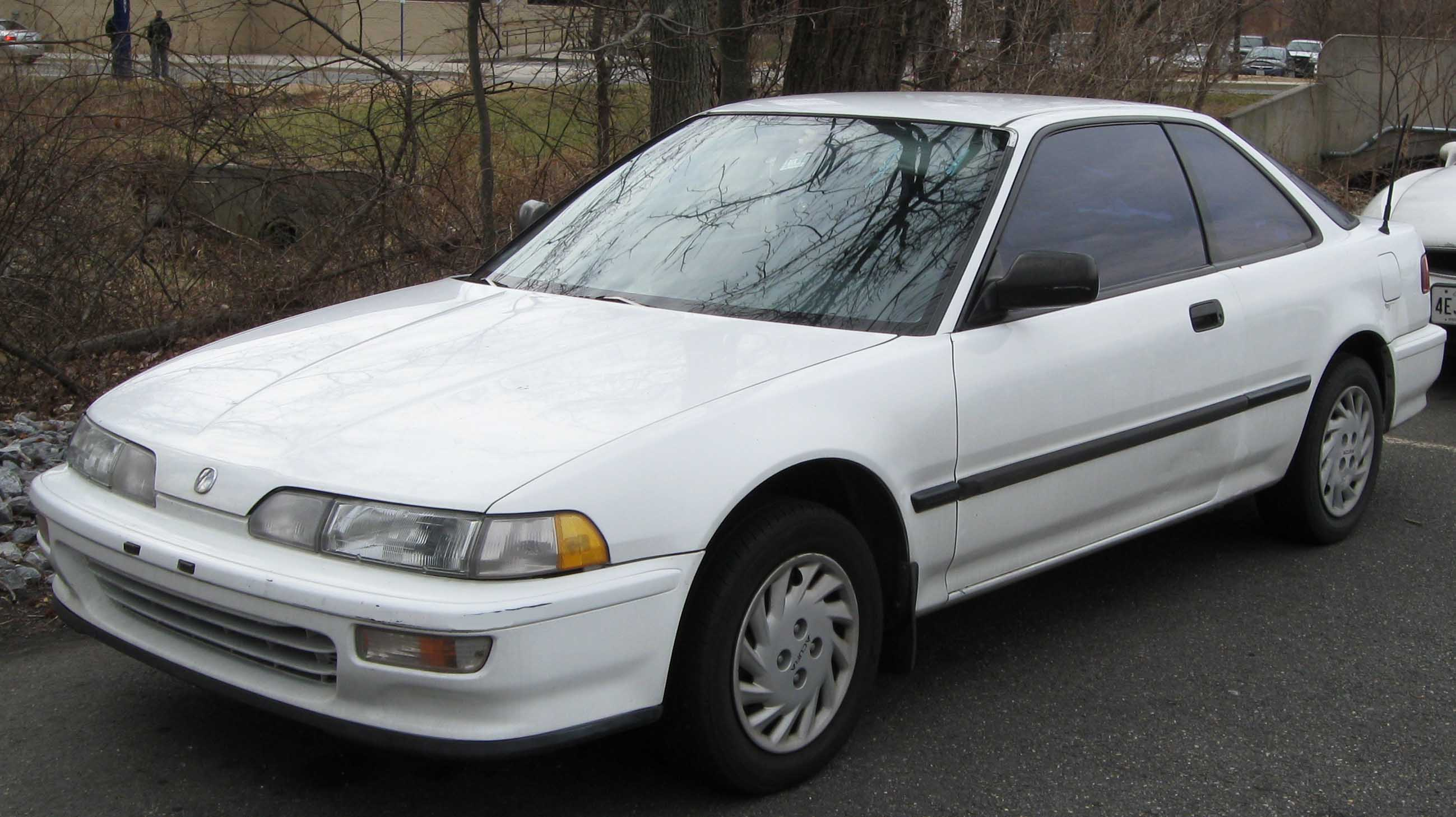
Acura Integra 2 ліфтбек

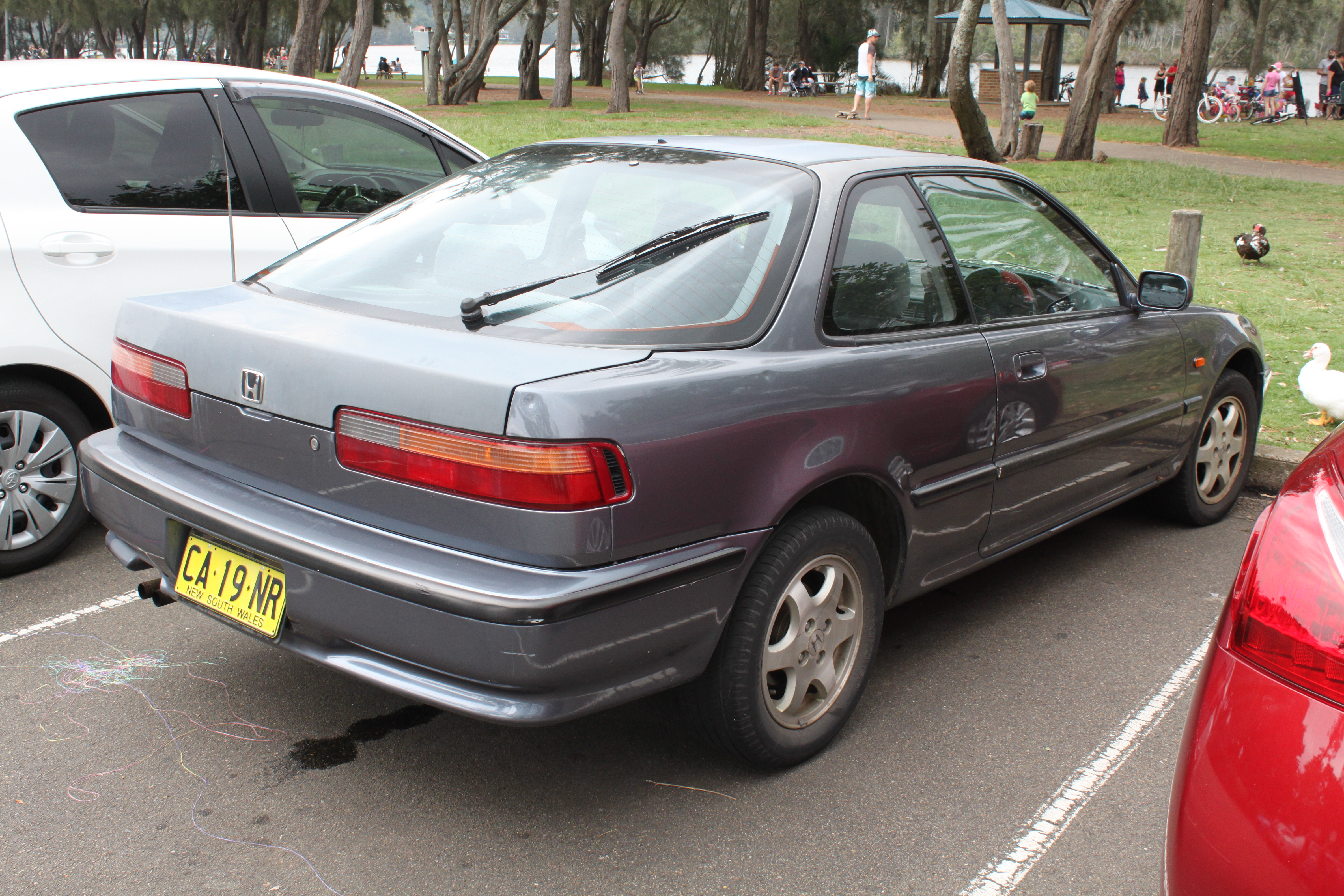
Acura Integra 2 ліфтбек

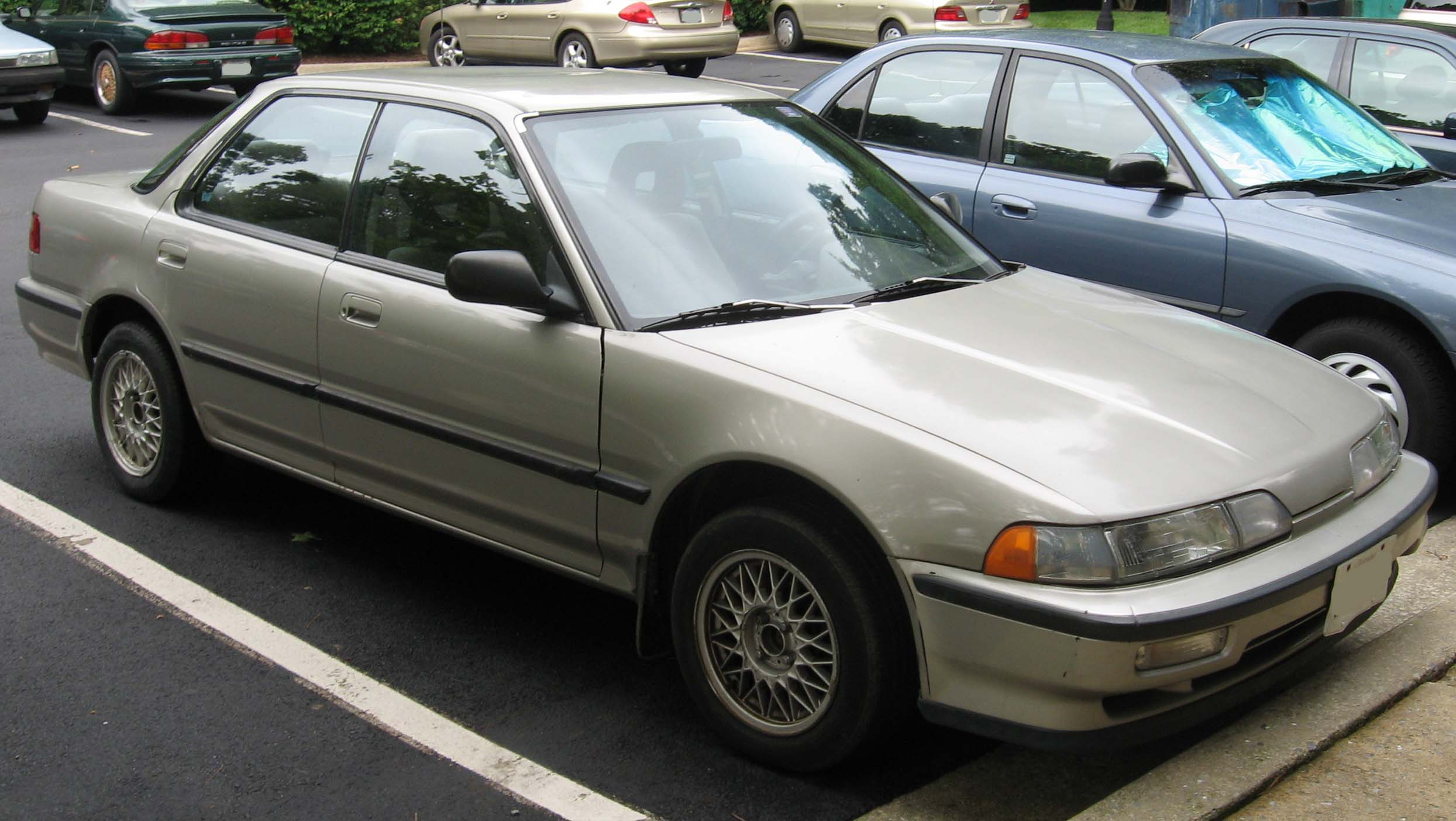
Acura Integra 2 седан

Honda Integra другого покоління побачила світ у 1989 році і випускалася до 1993 року. Саме на автомобілі цього покоління був вперше встановлений знаменитий двигун B16A з системою VTEC - перший у світі серійний атмосферний автомобільний двигун з питомою потужністю 100 к.с. на один літр робочого об'єму. Honda Integra цього покоління випускалася в двох варіантах кузова: тридверний ліфтбек і чотиридверний седан.
На автомобілі встановлювалося чотири типи двигунів:
- ZC з подвійними горизонтальним карбюратором Keihin 1,6 л/105 к.с.
- ZC з вприском PGM-FI 1,6 л/120 к.с.
- B16A першого покоління з системою VTEC 1,6 л/160 к.с. (З МКПП)/150 к.с. (З АКПП)
У 1991 - 1993 рр. до гами двигунів додається:
- B16A другого покоління з системою VTEC 1,6 л/170 к.с. (З МКПП)/155 к.с. (З АКПП)
Всі модифікації Integra серії кузовів DA мають незалежну підвіску з подвійними поперечними важелями і стабілізатором як попереду, так і ззаду. Передні гальма на всіх модифікаціях дискові вентильовані. Задні на модифікаціях RX, ZX, ZX-EXTRA, TXi - барабанні, а на RXi, ZXi, RSi, XSi - дискові.
На всіх модифікаціях може бути встановлена як п'ятиступінчаста механічна коробка передач, так і чотириступінчаста шестипозиційна та автоматична з електронним управлінням (на автомобілях з двигуном ZC однорежимні, а на автомобілях з двигуном B16A — з двома режимами: Sport і Normal).
Окремі екземпляри цього покоління цікаві тим, що об'єднують в собі найпростіший двигун і високотехнічне оснащення салону. Список обладнання може включає в себе: регулювання руля по висоті, пофарбовані в колір машини дзеркала з електрорегулюванням, індикатор позиції селектора АКПП на панелі приборів, сигнал нагадування про невимкнене світло, цифрові кварцові годинники, два бардачка, важелі відкриття багажника і кришки бензобаку з салону, кишеню позаду сидіння пасажира, заднє скло з електропідігрівом, передні сидіння з розвиненою боковою підтримкою, бампер в колір кузова, гідропідсилювач, електросклопідіймачі, кнопкове управління кліматичним блоком, кондиціонер, клімат-контроль, підголовники передніх сидінь з вирізом для кращої оглядовості, двомісне заднє сидіння з глибокими нішами і підлокітником, тахометр, антикрило на багажнику і т.д.
Honda Integra другого покоління можна охарактеризувати, як невибагливий, надійний і разом з тим досить стильний автомобіль.

### Двигуни
- 1.6 л ZC I4 105/120 к.с. (DA5 і DA7)
- 1.6 л B16A I4 150/155/160/170 к.с. (DA6 і DA8)
- 1.8 л B18A1 I4 (DA9 і DB1)
- 1.7 л B17A1 I4 (DB2)

## Третє покоління (1993-2001)

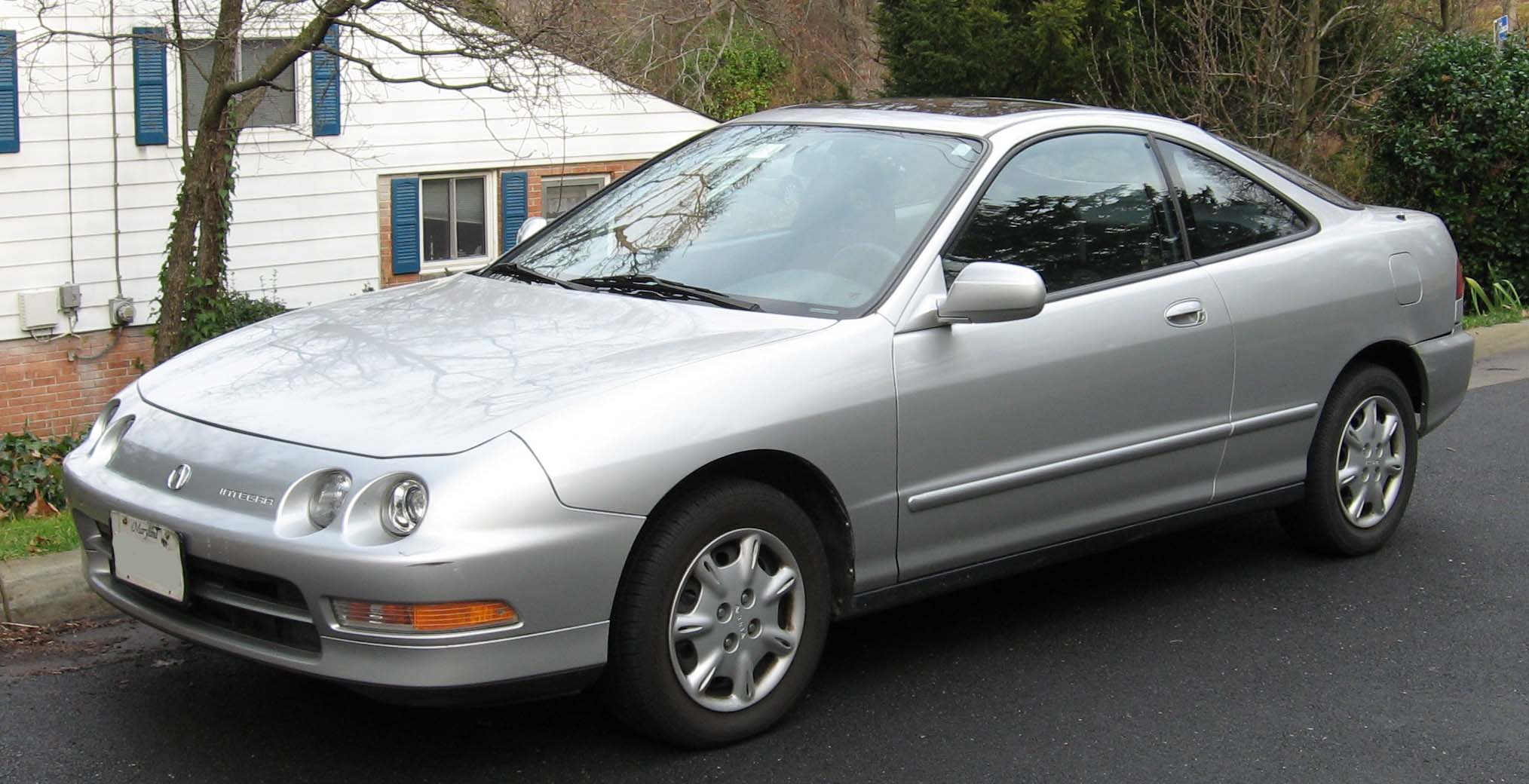
Acura Integra 3

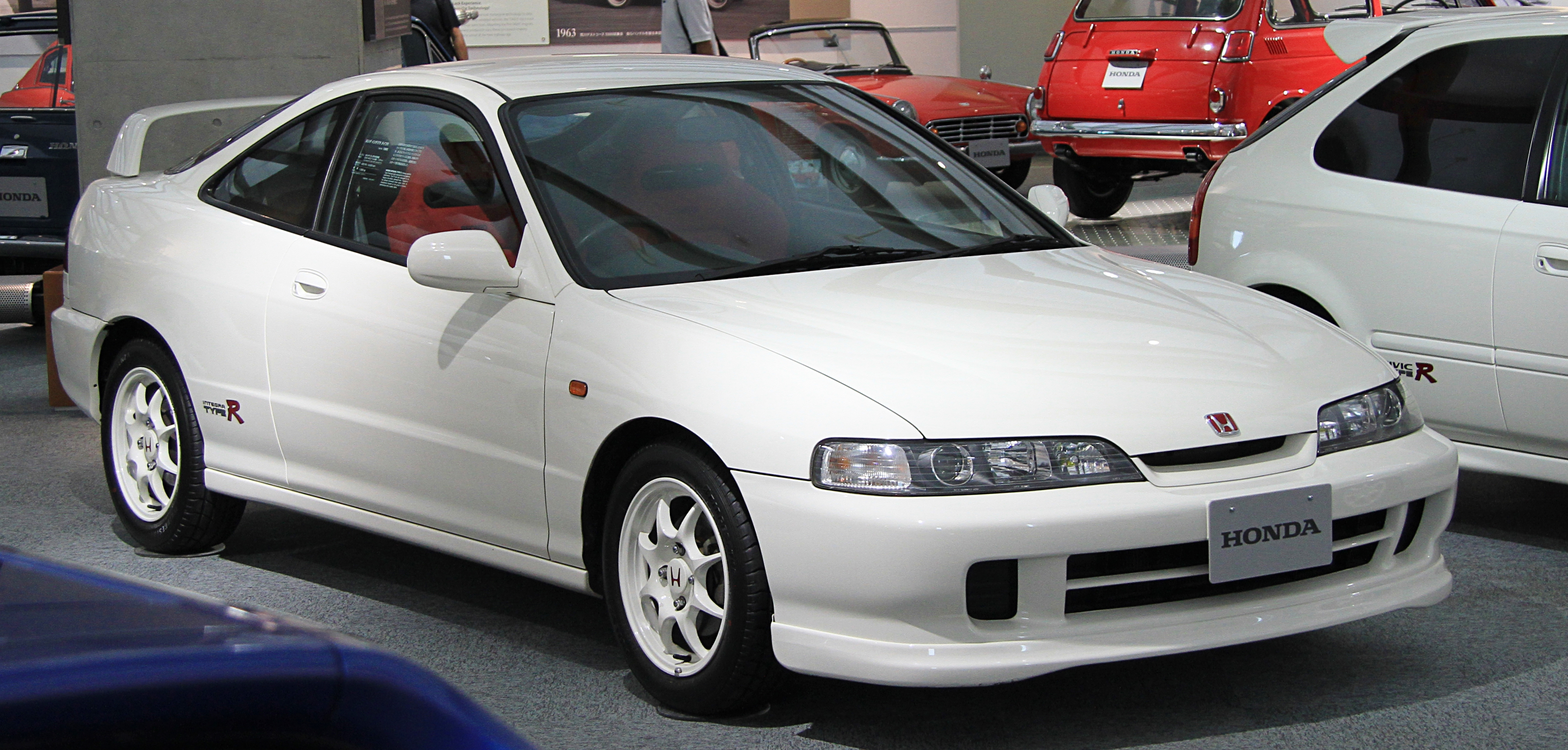
Honda Integra Type R

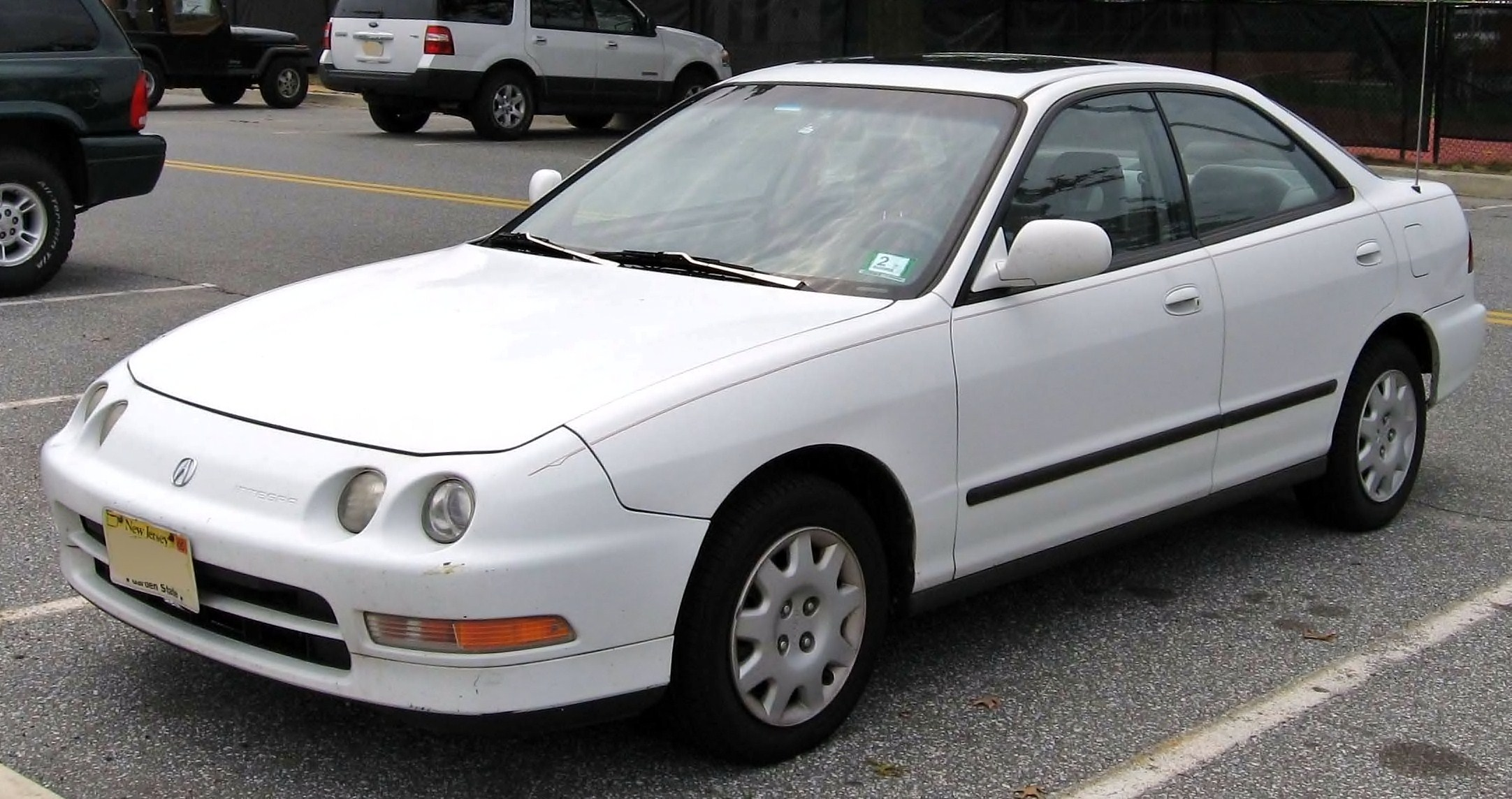
Acura Integra 3 седан

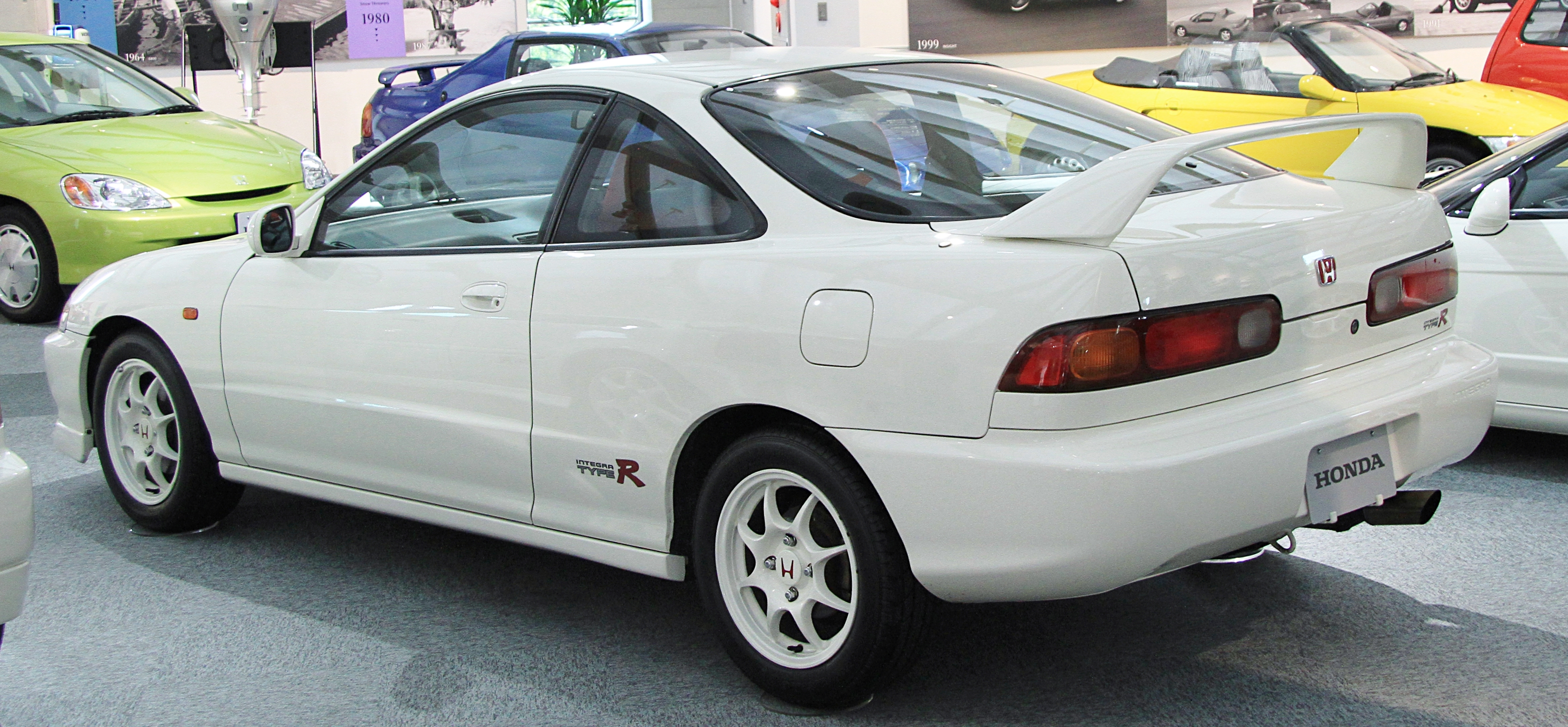
Honda Integra Type R

Випускався в двох кузовах: чотирьохдверний седан (DB6, DB7, DB8, DB9) і дводверний хетчбек (DC1, DC2, DC4). Також було два види переду машини: оката (4 круглих невеликих фари, характерна для європейського та американського ринку) і з довгими фарами аналогічно поколінню DA.
DB6, DC1 - Інтегри оснащувалися мотором ZC 1,6 л, він же non-vtec D16 (в різних варіаціях: карбюраторні/інжекторні 105/120 к.с., Мотори одновальні SOHC), МКПП s8g, АКПП, праве кермо.
DB7, DC4 - оснащувалися В18В 140-сильним двигуном (vtec/non-vtec) ліве кермо, звичайно оката морда, йшли на експорт. DC4 були у версії Integra Type-R двигун В18С (190 к.с.).
DB8, DC2 - праворульні запальнички, оснащувалися двигуном в18с, у двох варіаціях SiR - 170/180 сильний чорноголовий в18с (АКПП/МКПП), автоматична або механічна коробка передач, і Type-R - 200 сильний червоноголовий в18с, механічна КПП з ЛСД.
DC2 spec 96 - коробка s80 з лсд, ДП - 4,40, гальма дискові 262 перед 242 зад, сверловка коліс 4* 114,3, стабілізатори поперечної стійкості перед/зад 24/22 мм, R15 колеса.
DC2 spec 98 - коробка s80 з ЛСД, ДП - 4,78, гальма дискові 282 перед 262 зад, сверловка коліс 5* 114,3, стабілізатори поперечної стійкості 25/23 мм, R16 колеса. Так само є ювілейна spec 00 на відміну від попередньої версії - з іншими настройками двигуна, підвіски, так само у spec 00 з'явився жовтий колір кузова, з жовтими передніми сидіннями recaro, чорний інтер'єр з алькантарою і жовтою стрічкою.
DB9 - повнопривідна версія, з двигуном ZC і правим кермом.

### Двигуни
- 1.6 л SOHC ZC I4 105/120 к.с. (DB6, DB9 і DC1)
- 1.8 л DOHC B18B I4 140 к.с. (DB7 і DC4)
- 1.8 л DOHC VTEC B18C I4 170/180/190/200 к.с. (DB8 і DC2)

## Четверте покоління (2001-2006)

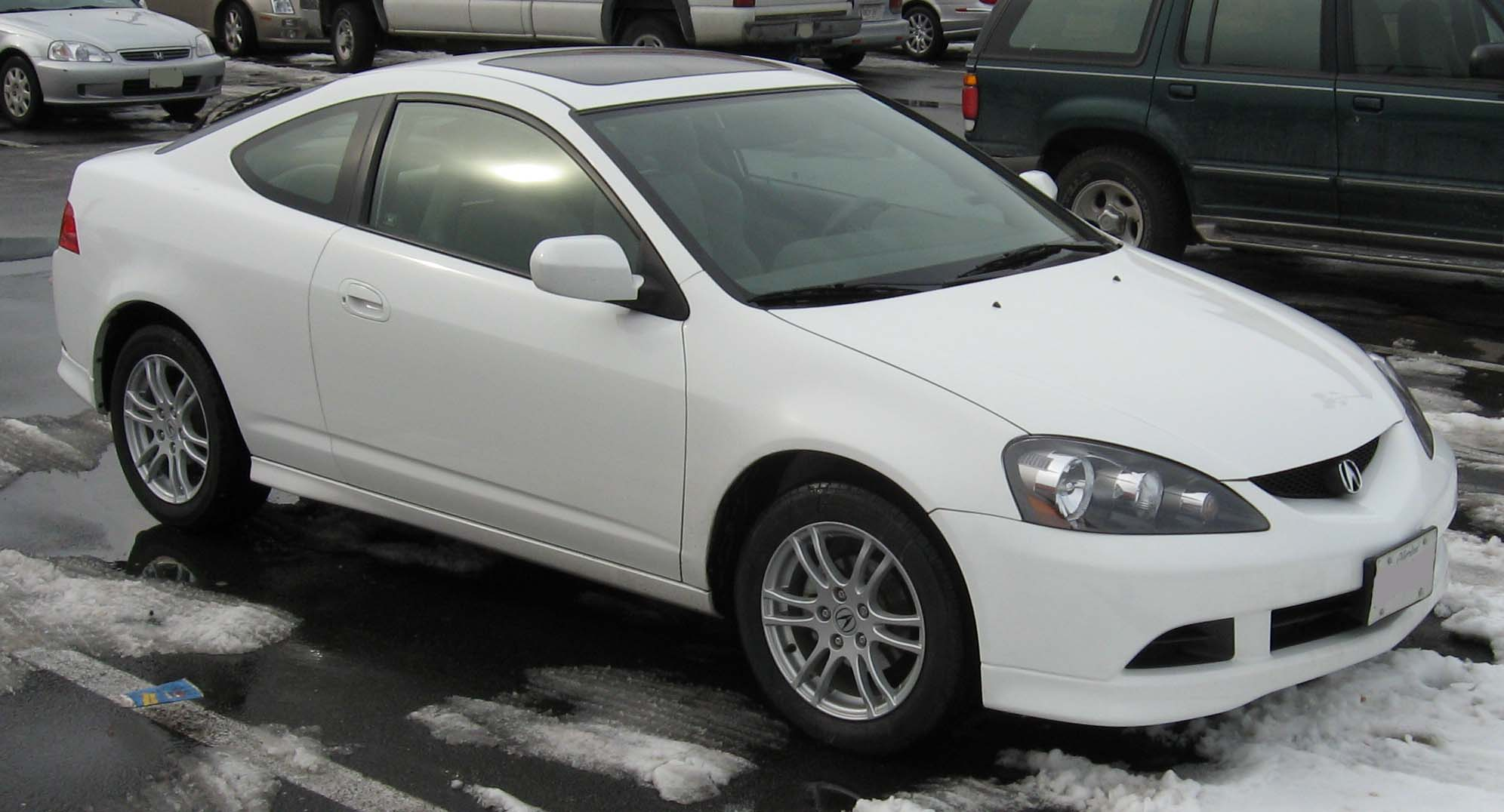
Acura RSX

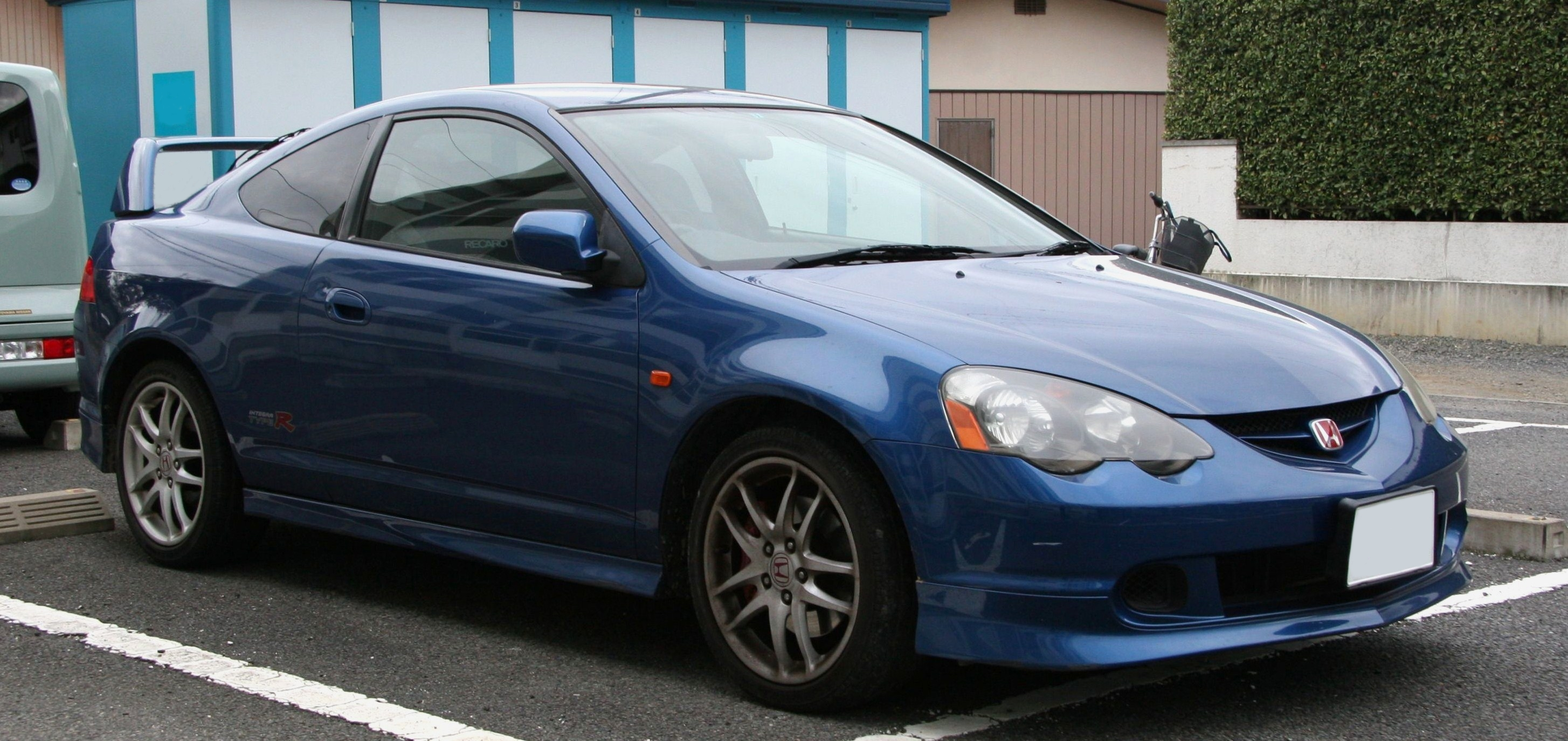
Honda Integra Type-R

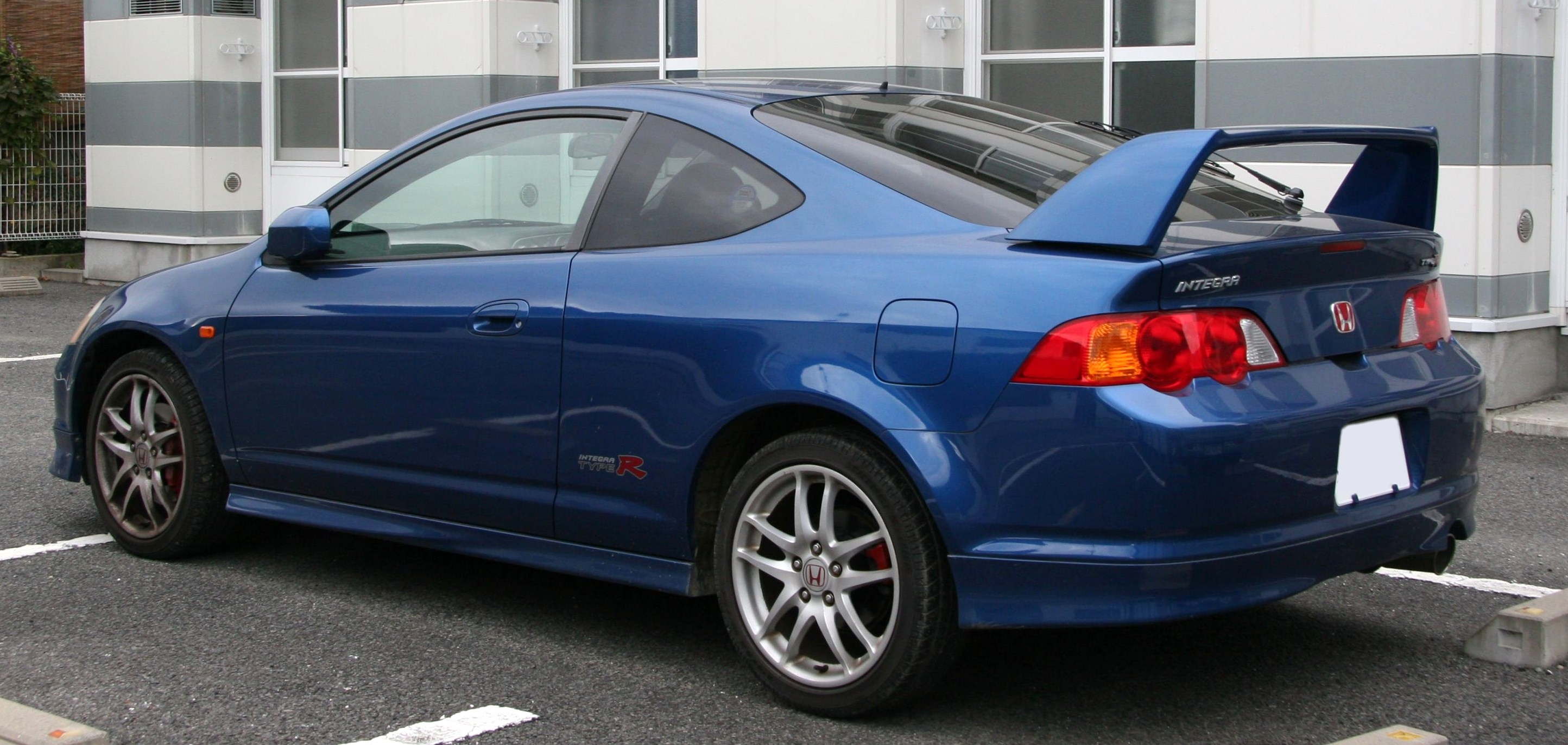
Honda Integra Type-R

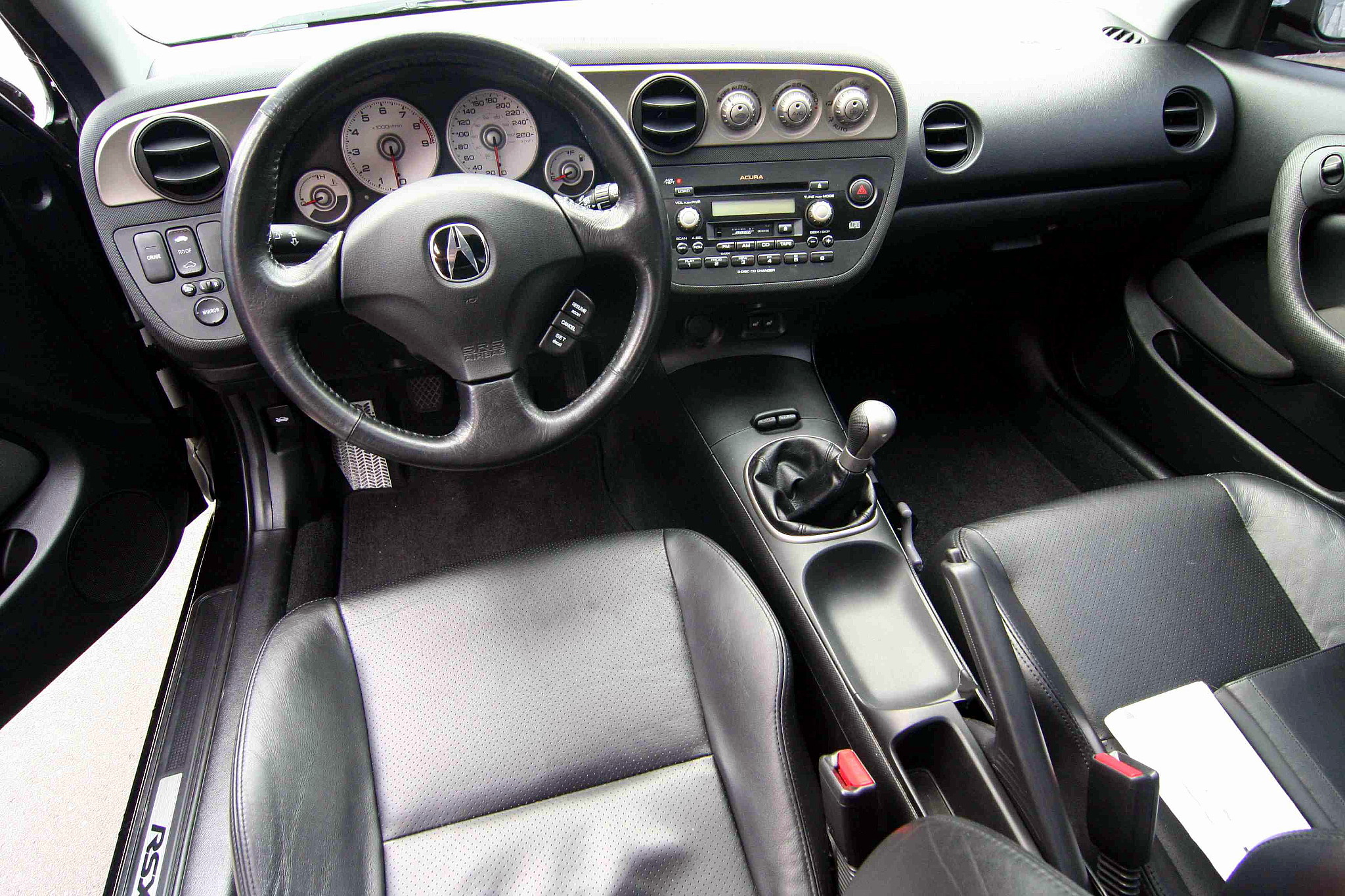

Спортивне купе Acura RSX у 2002 році прийшло на зміну Integra. Для досягнення позитивного результату, автомобіль отримав нову платформу від Honda. 
Цей автомобіль випускали тільки в двох-дверному варіанті в кузові DC5 з мотором нового покоління K20A потужністю 220 к.с. Час розгону 0-100 км/год — 6.2 с.
У комплектацію Type-R входить: 4-х поршневі гальма Brembo (диски 300 мм), передні сидіння Recaro, блокування диференціала (LSD), ковані диски Enkei, 4 розтяжки для збільшення жорсткості кузова, кермо, педалі і ручка КПП MOMO.
Вважається одним з найбільш швидких і маневрених серійних передньопривідних автомобілів у світі.
У 2005 році автомобіль оновили, в результаті чого RSX отримав більш сучасну зовнішність. 
Моделі 2005 року отримали переоснащену підвіску, що позитивно відобразилось на керованості. Центр тяжіння став нижчим на 7 мм, зменшивши крен корпусу. Покращення розвалу коліс призвело до більш надійного зчеплення з дорогою. Оновлення торкнулись і кермової рейки, передаточне число кермового управління стало меншим, пришвидшивши реакцію. Купе Acura RSX і раніше не бракувало спритності та маневреності, але оновлення 2005 року привнесли позитивні зміни у манеру руху автомобіля.  Купе Acura RSX доступне у двох комплектаціях: базова та Type-S. До переліку стандартних елементів базової моделі відносяться: 16-дюймові диски, тканинна обшивка,  п’ятиступінчаста механічна коробка передач. Шкіряна обшивка є опцією. Модель Type-S пропонує: шкіряну обшивку, шестиступінчасту механічну коробку передач, 17-дюймові диски. Для обох моделей стандартними є: електричні дверні замки, автоматичний клімат-контроль, телескопічне шкіряне кермове колесо та скляний люк даху. Розважити людей у салоні покликані CD-програвач на шість динаміків для базової RSX та система Acura/Bose з CD-чейнджером на шість дисків для Type-S. Додатково для обох моделей пропонується пакет «A-Spec» з комплектом для покращення динамічних характеристик, більшим крилом, жорсткішими ресорами та 17-дюймовими дисками. 

### Двигуни
- 2.0 L K20A3 I4 160 к.с. (2002–2006 базова)
- 2.0 L K20A2 I4 203 к.с. (2002–2004 Type S)
- 2.0 L K20Z1 I4 213 к.с. (2005–2006 Type S)
- 2.0 L K20A I4 223 к.с. (Type R)

## П'яте покоління (з 2021)

### Китай

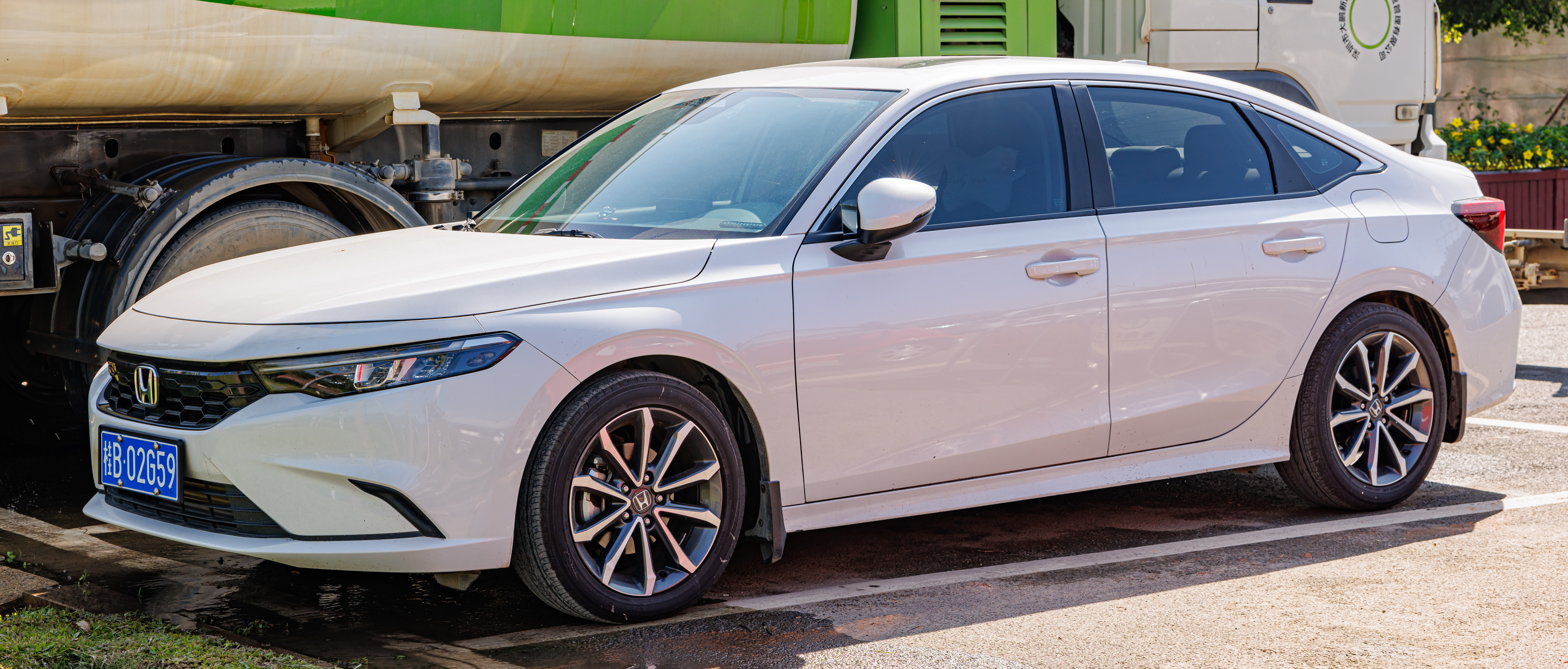
Honda Integra (для Китаю)

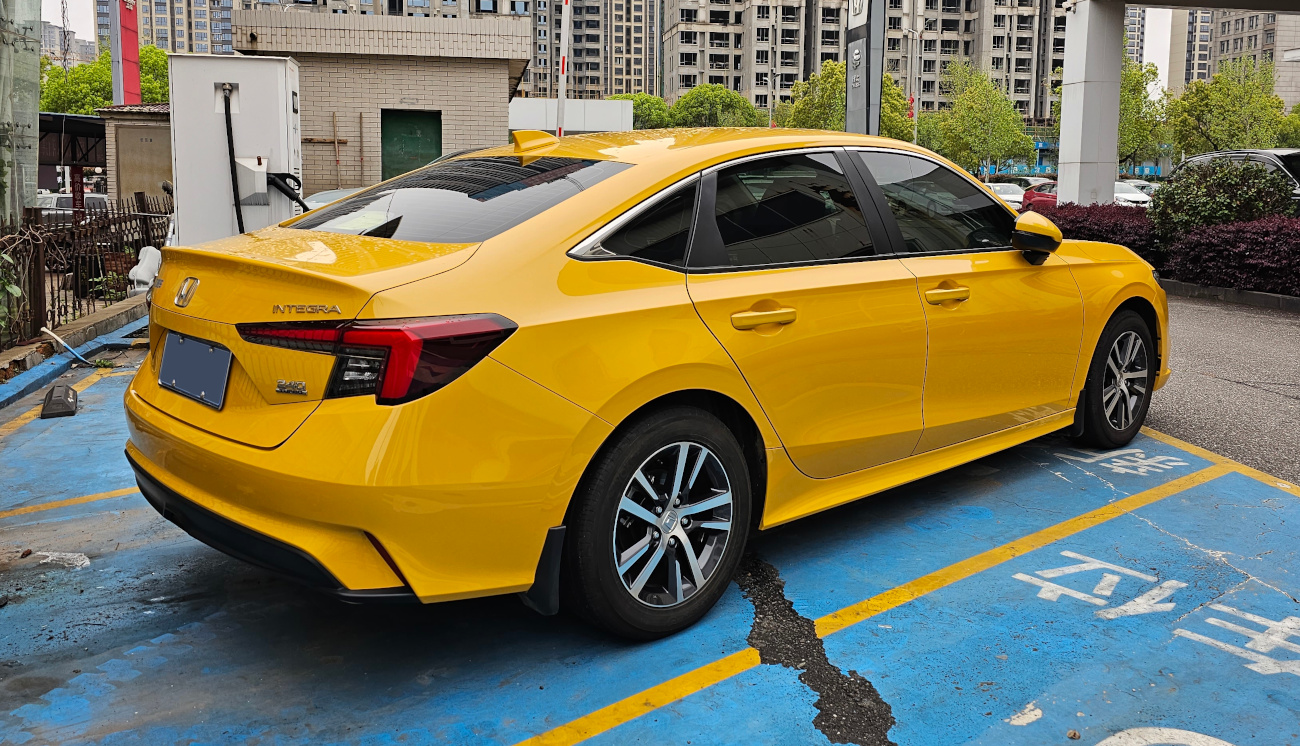

Ексклюзивний для Китаю седан п’ятого покоління Integra був представлений у вересні 2021 року як дещо змінена модель седана Civic одинадцятого покоління, виробленого Guangqi Honda.

### Північна Америка

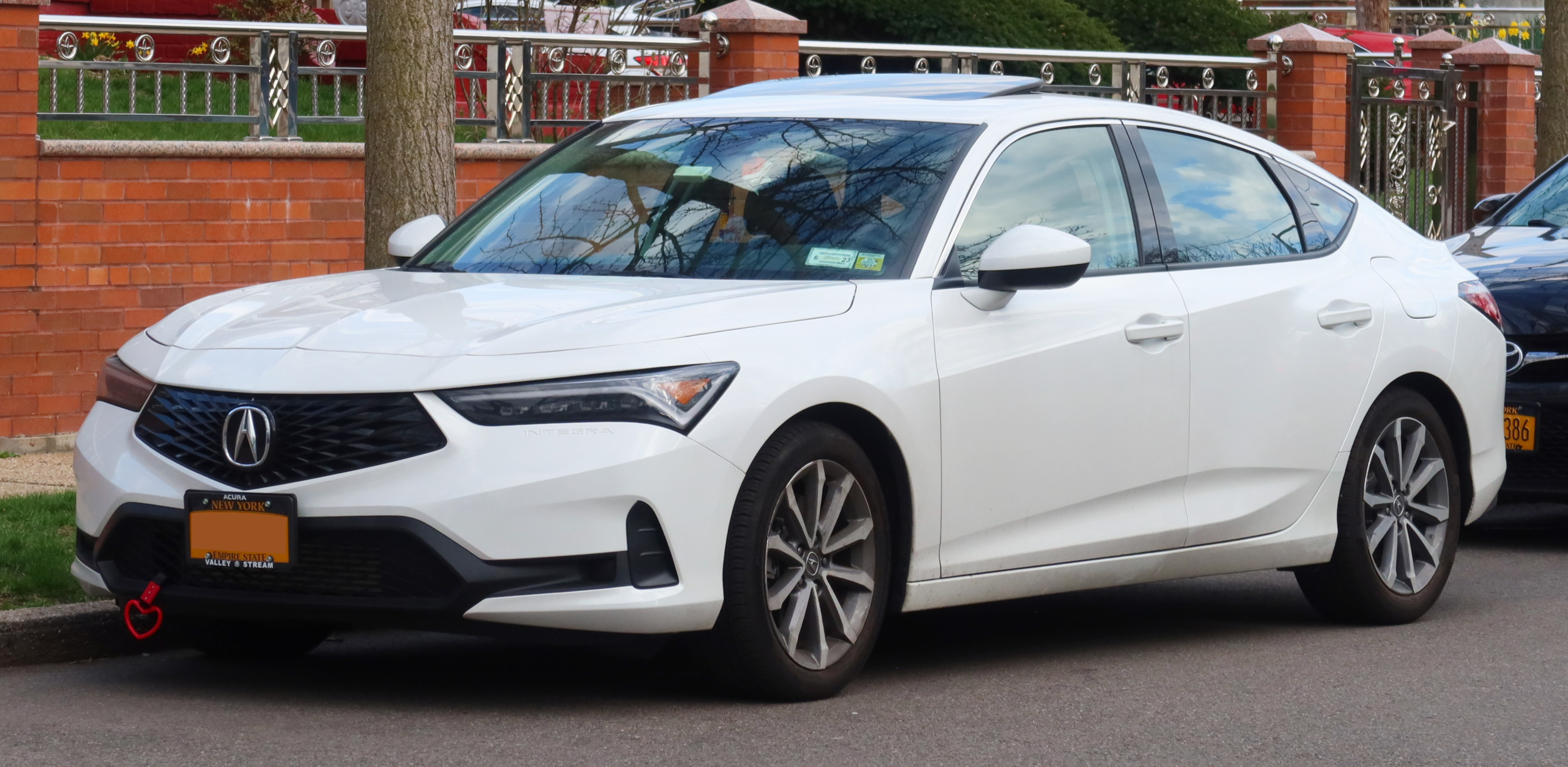
Acura Integra A-Spec

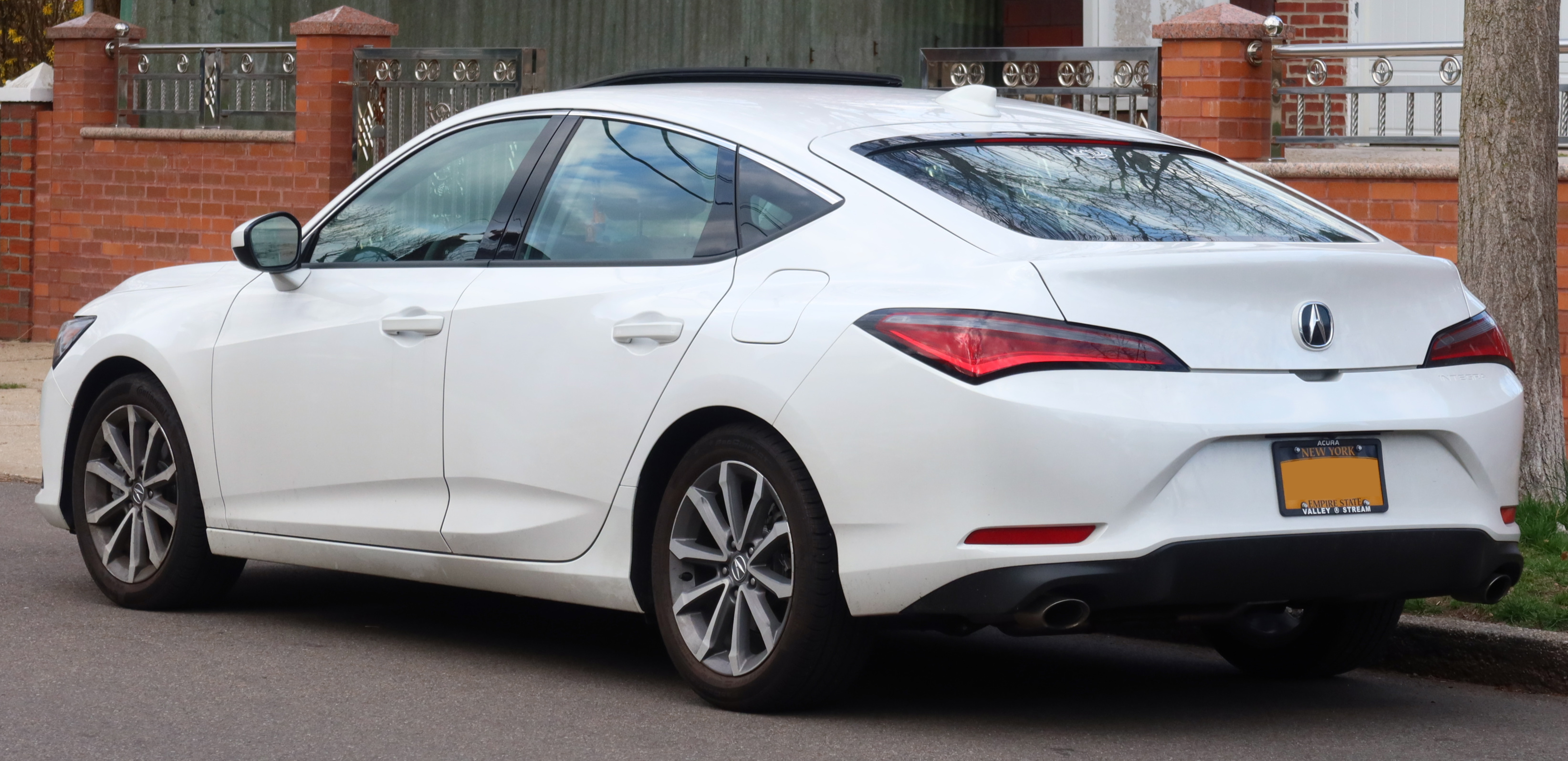

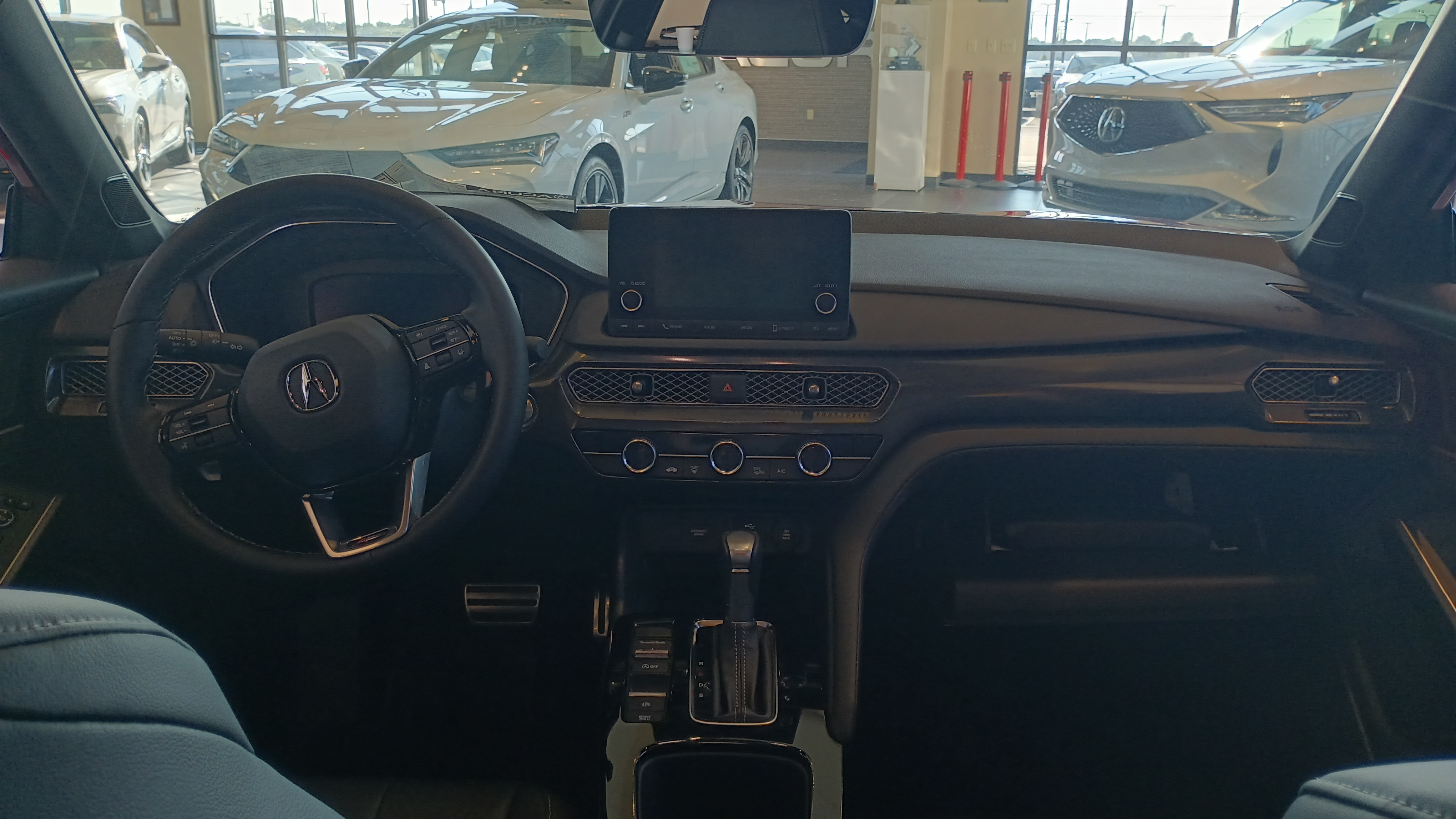

Окрема п’ятидверна модель Integra в кузові ліфтбек буде представлена в Північній Америці в першому кварталі 2022 року як модель 2023 року. Автомобіль буде продаватись виключно під брендом Acura, він побудований на тій же платформі Honda Architecture (HA), що і Civic одинадцятого покоління. Варіанти силового агрегату включають 1,5-літровий чотирициліндровий двигун з турбонаддувом у поєднанні з 6-ступінчастою механічною коробкою передач. Також представлена комплектація з безступінчастою автоматичною коробкою передач. Усі версії Acura Integra 2023 мають виключно передній привід. На відміну від попередніх моделей, імпортованих з Японії, він буде вироблятися в США на автозаводі в Мерісвіллі, штат Огайо, починаючи з 2022 року.
У 2024 році в лінійці Acura Integra з'явилась високопродуктивна версія Type S з 320-сильним двигуном та шестиступінчастою МКПП.
Базова версія Acura Integra пропонує 7-дюймовий сенсорний екран мультимедіа, дротові Apple CarPlay і Android Auto, Bluetooth.

#### Двигуни
- 1.5 L L15CA DOHC turbo I4 200 к.с. (DE4)
- 2.0 L K20C1 DOHC turbo I4 320 к.с. (DE5, Type S)

## Продажі
| Рік  | США    |
| ---- | ------ |
| 1986 | 27,807 |
| 1987 | 54,757 |
| 1988 | 57,468 |
| 1989 | 77,423 |
| 1990 | 83,559 |
| 1991 | 64,755 |
| 1992 | 55,174 |
| 1993 | 58,757 |
| 1994 | 67,426 |
| 1995 | 61,316 |
| 1996 | 46,966 |
| 1997 | 38,331 |
| 1998 | 34,904 |
| 1999 | 26,184 |
| 2000 | 25,975 |
| 2001 | 13,376 |
| 2002 | 19     |